# Saratoga (Nova Iorque)

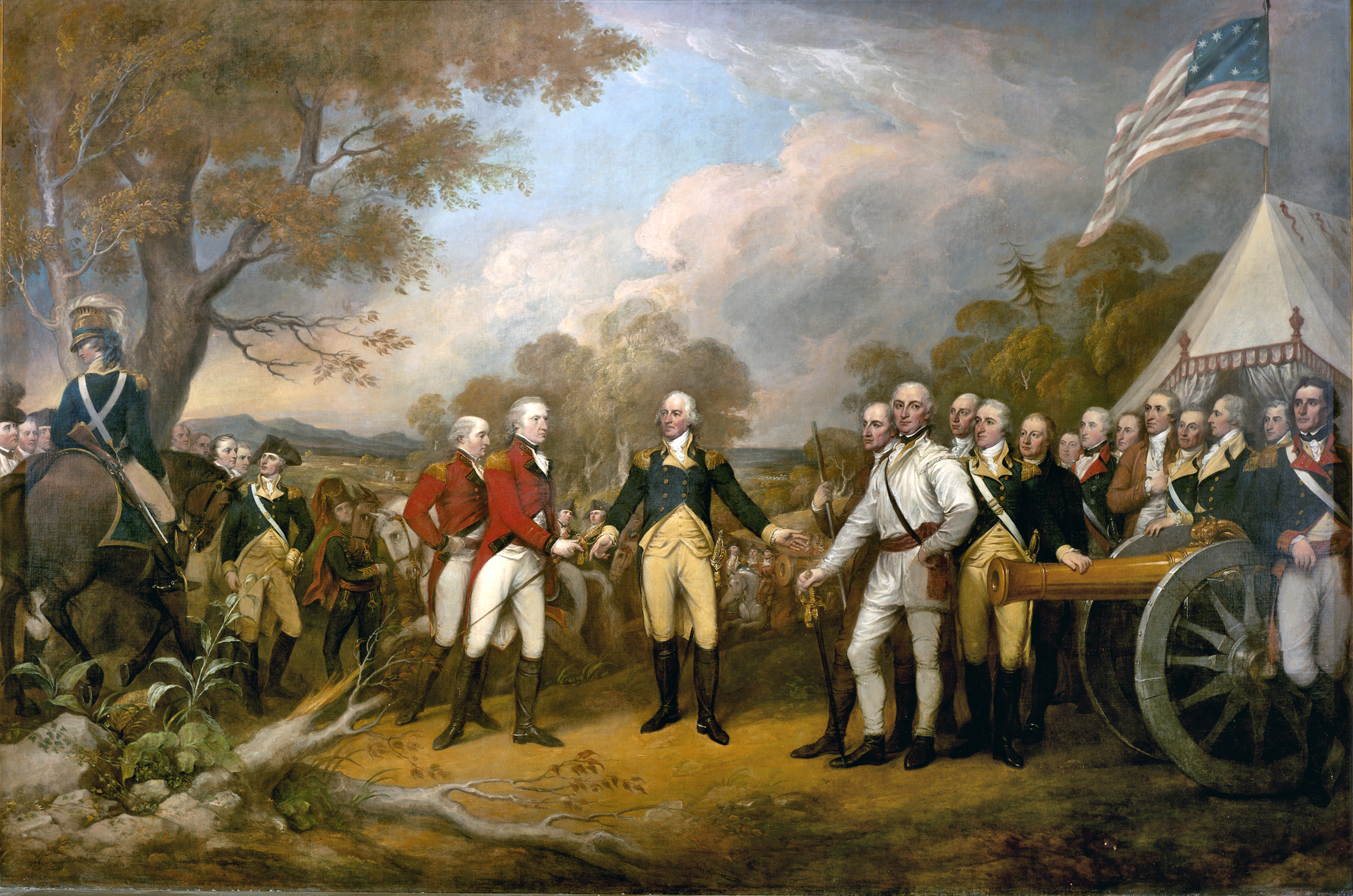
Burgoyne se rende a Gates após as batalhas

Saratoga é uma cidade localizada no Condado de Saratoga, em Nova Iorque. A população era de 5.141 no censo de 2000. Ele também é o comumente usado, mas não oficial, nome para a vizinha e muito mais populosa cidade, Saratoga Springs. A principal vila da Cidade de Saratoga é Schuylerville, que é frequentemente, mas não oficialmente, chamada Old Saratoga. Saratoga contém uma segunda vila chamada Vitória.
Saratoga é uma adaptação de uma palavra nativa americana da língua mohawk. Era o nome de áreas de caça indígenas localizadas ao longo dos dois lados do Rio Hudson. De acordo com a história da cidade, deriva de 'Se-rach-ta-gue', que significa 'a região montanhosa do rio tranquilo'.
Saratoga está localizado na fronteira leste do município e está localizado a leste de Saratoga Springs, e faz fronteira com o Lago Saratoga e o Rio Hudson.
A cidade envia os alunos para o distrito escolar da Cidade de Saratoga Springs, para o distrito escolar central de Schuylerville e para o distrito escolar central de Stillwater.

## História
O nome pode derivar do iroquoiano "Se-rach-ta-gue ou Sa-ra-ta-ke", que os primeiros colonos holandeses renderam como "Sarachtoge". Uma segunda versão anterior do nome é "Saraghtogo" mas a origem permanece não comprovada e, portanto, incerta.
A localização foi estabelecida pela primeira vez no final do século XVII como "Fort Saratoga". Saratoga logo se tornou uma terra disputada entre as forças coloniais britânicas e francesas, e a Vila de Saratoga (hoje Schuylerville) foi destruída pelos franceses em 1745 durante a Guerra do Rei George.
Saratoga era originalmente um distrito do Condado de Albany, que se estendia do norte do Rio Mohawk a Northumberland, incluindo terras por seis milhas em ambos os lados do Rio Hudson. Em 1775, havia três distritos - Ballstown, Halfmoon e Saratoga.
É mais conhecido como o local em que o general britânico John Burgoyne se rendeu ao general americano Horatio Gates no final da Batalha de Saratoga em 17 de outubro de 1777, frequentemente citado como o ponto de virada para os Estados Unidos durante a Guerra Revolucionária Americana. Grande parte dos combates ocorreu na Cidade de Stillwater, ao sul, no entanto, os sete dias finais das batalhas e a rendição real da espada ocorreram em Saratoga (Schuylerville).
Em 1788, foi aprovada uma lei organizando cidades no lugar de distritos e Stillwater foi criada a partir do Distrito de Saratoga, formando quatro cidades no que se tornaria o Condado de Saratoga. Essas quatro cidades-mãe foram subdivididas nas atuais dezenove cidades. A cidade original de Saratoga incluía as cidades modernas de Easton, Northumberland, Moreau, Wilton, porções de Greenfield e Corinto, e a Cidade de Saratoga Springs. A primeira perda de território ocorreu em 1789 na Cidade de Easton (agora no Condado de Washington). Em 1798, as cidades de Corinto, Greenfield, Northumberland, Moreau e Wilton se separaram da Cidade de Saratoga. Em 1805, uma faixa estreita na parte sudoeste de Saratoga foi anexada à Cidade de Malta. Em 1819, a Cidade de Saratoga Springs foi formada a partir do resto da parte ocidental da Cidade de Saratoga. Mais tarde, isso se tornaria a Cidade de Saratoga Springs.
O Saratoga Race Course, na cidade vizinha de Saratoga Springs, é o quarto mais antigo curso de corrida de cavalos em operação nos EUA.
De acordo com o Departamento de Censo dos Estados Unidos, a cidade tem uma área total de 42,9 milhas quadradas (111 quilômetros quadrados), dos quais 40,7 milhas quadradas (105 quilômetros quadrados) é terra e 2,2 milhas quadradas (5,7 quilômetros quadrados) (5,22%) é água.
A linha da cidade é formada pelo Rio Hudson e é a fronteira do Condado de Washington. Fish Creek, um afluente do Rio Hudson, é o escoamento do Lago Saratoga.
A Rota 4 dos EUA (Turning Point Trail) segue o Rio Hudson ao longo da parte oriental da cidade. A Rota 29 do Estado de Nova Iorque (Rodovia Comemorativa General Philip Schuyler) é uma rodovia leste-oeste, que cruza a US-4 em Schuylerville. A Rota 32 do Estado de Nova York é uma rodovia norte-sul, parcialmente ligada ao US-4, perto de Schuylerville.

## Dados demográficos
Até o censo de 2000, havia 5.141 pessoas, 2.026 famílias e 1.387 famílias residindo na cidade. A densidade populacional era de 126,4 pessoas por milha quadrada (48,8/km²). Havia 2.286 unidades habitacionais a uma densidade média de 56,2 por milha quadrada (21,7/km²). A composição racial da cidade era 97,80% branca, 0,97% afro-americana, 0,06% nativa americana, 0,16% asiática, 0,06% das Ilhas do Pacífico, 0,23% de outras raças e 0,72% de duas ou mais raças. Hispânico ou Latino de toda a raça eram 1.17% da população.
Havia 2.026 domicílios, dos quais 31,5% tinham filhos menores de 18 anos vivendo com eles, 54,9% eram casais casados, 9,4% tinham uma mulher sem marido presente e 31,5% eram não familiares. 24,5% de todos os agregados familiares eram constituídos por indivíduos e 9,7% tinham alguém a viver sozinho com 65 anos de idade ou mais. O tamanho médio da família era 2,51 e o tamanho médio da família era 3,00.
Na cidade, a população estava distribuída com 24,6% abaixo dos 18 anos, 6,9% entre 18 e 24 anos, 29,9% entre 25 e 44 anos, 25,7% entre 45 e 64 e 12,9% com 65 anos ou mais. A idade média foi de 38 anos. Para cada cem mulheres, havia 99,7 homens. Para cada cem mulheres com 18 anos ou mais, havia 96,2 homens.
A renda mediana para uma casa na cidade era 42.727 dólares, e a renda mediana para uma família era 48.482 dólares. Os homens tiveram uma renda mediana de 33.178 dólares contra 27.654 dólares para fêmeas. A renda per capita da cidade era de 21.716 dólares. Cerca de 6,1% das famílias e 7,3% da população estavam abaixo da linha da pobreza, incluindo 6,8% das pessoas com menos de 18 anos e 6,2% das pessoas com 65 anos ou mais.

## Comunidades e locais em Saratoga
- Burgoyne – Uma aldeia na parte norte da cidade. Nomeada após o comandante das forças britânicas na Batalha de Saratoga.
- Cedar Bluffs, Nova Iorque – uma aldeia na costa leste do Lago Saratoga.
- Coveville – Uma aldeia ao longo do Rio Hudson, localizada perto de The Cove na US-4.
- The Cove – Um braço do Rio Hudson.
- Deans Corners – Uma aldeia no bairro noroeste da cidade, localizada no cruzamento das ruas 67 e 70 do condado.
- Gates (aldeia) – Uma aldeia na parte norte da cidade. Nomeada após o comandante das forças americanas na Batalha de Saratoga.
- Grangerville, Nova Iorque – Uma aldeia ao norte da cidade, a oeste de Schuylerville na NY-29.
- Maple Shade, Nova Iorque – Uma aldeia na costa leste do Lago Saratoga, ao sul de Cedar Bluffs.
- Meyer Corners – Um local na parte sudoeste de Saratoga, no cruzamento das estradas 70 e 71 do condado.
- Quaker Springs – Uma aldeia na parte sul da cidade em NY-32.
- Lago Saratoga – (1) Uma aldeia no extremo norte de (2) um lago chamado Saratoga.
- Parque Histórico Nacional de Saratoga – Um parque histórico nacional que inclui a Casa Schuyler, o Monumento Saratoga, o Bosque de Vitória e o Campo de Batalha (em Stillwater).
- Schuylerville – Uma vila na parte nordeste da cidade, localizada na US-4, NY-29 e 32, Champlain Canal e Hudson River.
- Vitória – Uma vila na parte nordeste da cidade, localizada na NY-32.
- Victory Mills – Um nome da agência postal e o nome do último grande moinho da Vila de Vitória.